# 尚伯罗
尚伯罗（法語：Chamberaud，法語發音：[ʃɑ̃b(ə)ʁo]）是法国克勒兹省的一个市镇，属于欧比松区。

## 地理
尚伯罗（46°2'56"N, 2°2'44"E）面积7.44 平方千米，位于法国新阿基坦大区克勒兹省，该省份为法国中部省份，位于法國中央高原西北部，北起安德尔省和谢尔省，西接维埃纳省，南至科雷兹省，东临多姆山省，东北与阿列省接壤。
与尚伯罗接壤的市镇（或旧市镇、城区）包括：阿安、勒东泽伊、弗朗塞什。

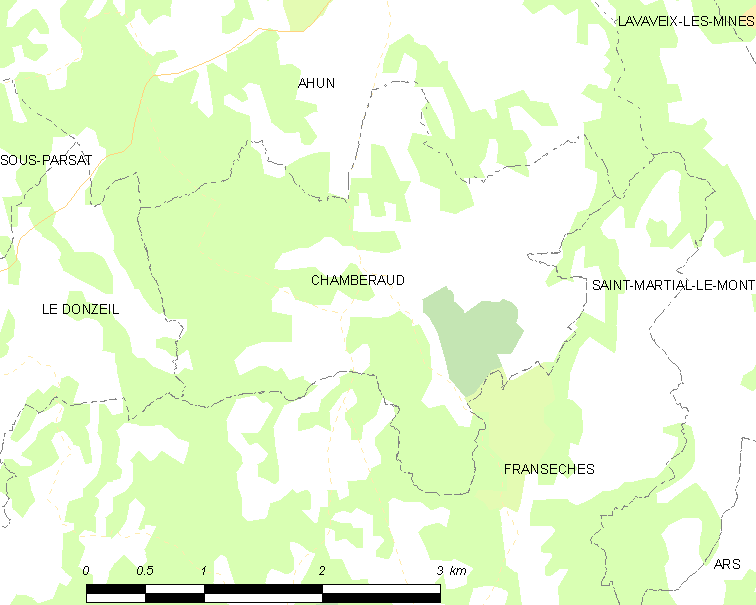
尚伯罗的OSM定位图

尚伯罗的时区为UTC+01:00、UTC+02:00（夏令时）。

## 行政
尚伯罗的邮政编码为23480，INSEE市镇编码为23043。

## 政治
尚伯罗所属的省级选区为阿安县。

## 人口

1962-2008年间尚伯罗人口变化图示

尚伯罗于2022年1月1日时的人口数量为97人。